# Вильгельмина Мария Датская
Вильгельми́на Мари́я Да́тская и Норве́жская (дат. Vilhelmine Marie af Danmark og Norge; 18 января 1808, Киль, Датское королевство — 30 мая 1891, Глюксбург, Шлезвиг-Гольштейн, Прусское королевство) — принцесса из дома Ольденбургов, дочь короля Дании и Норвегии Фредерика VI. В первом браке — жена принца Фредерика. Во втором браке — жена герцога Карла, герцогиня Шлезвиг-Гольштейн-Зондербург-Глюксбурга.

## Семья и ранние годы
Родилась в Кильском замке 18 января 1808 года. Она была последним восьмым и вторым выжившим ребёнком короля Дании и Норвегии Фредерика VI и Марии Софии Гессен-Кассельской, принцессы из Гессенского дома. По отцовской линии приходилась внучкой королю Дании и Норвегии Кристиану VII и Каролине Матильде Великобританской, принцессе из Ганноверской ветви дома Вельфов. По материнской линии была внучкой ландграфа Гессен-Касселя Карла и Луизы Датской, принцессы из дома Ольденбургов.
Домашним образованием Вильгельмины Марии занимались учитель Танг и гувернантка Галл; последняя имела немецкое происхождение. 16 мая 1824 года в кирхе замка Фредериксборг пастор Либенберг провёл конфирмацию принцессы. Вильгельмину Марию, в отличие от старшей сестры, считали миловидной, но не обладавшей сильным характером и глубокими интересами.
Король Фредерик VI не имел сыновей, поэтому ему должен был наследовать двоюродный брат. Свою старшую дочь, принцессу Каролину, он выдал за своего дядю, датского принца Фердинанда. В мужья для младшей дочери он выбрал единственного сына своего наследника, который приходился ей троюродным братом. 28 мая 1826 года при дворе в Копенгагене было объявлено о помолвке принца и принцессы. Этим браком монарх хотел объединить две ветви правившего дома, при этом мнение самих принца и принцессы о предстоявшем браке мало кого беспокоило.

## Первый брак
1 ноября 1828 года в кирхе замка Кристиансборг Вильгельмина Мария вышла замуж за датского принца Фредерика (06.10.1808 — 15.11.1863), ставшего кронпринцем Дании, после смерти отца принцессы, а затем королём Дании и Норвегии под именем Фредерика VII. Матримониальный союз был одобрен обществом. Свадебные торжества сопровождали народное ликование и театральные представления. В память о событии епископ Фридрих Мюнтер и министр Иоган Сигизмунд Мёстинг основали благотворительный фонд, назвав его именем принцессы. Однако брак оказался бездетным и несчастливым. Супруги имели разные характеры. Вильгельмина Мария была кроткой и не могла противостоять взбалмошному и распутному Фредерику. Несчастная личная жизнь дочери беспокоила её родителей, так что посредником в решении проблемы пришлось выступить члену Тайного совета графу Ранцау. В 1834 году Вильгельмина Мария и Фредерик стали жить раздельно. Официальный развод был оформлен 4 (или 6) сентября 1837 года.

## Второй брак
Вскоре после развода, в кирхе дворца Амалиенборг 19 мая 1838 года Вильгельмина Мария сочеталась вторым браком с Карлом (30.09.1813 — 24.10.1878), герцогом Шлезвиг-Гольштейн-Зондербург-Глюксбурга. После свадьбы супруги поселились в Кильском замке. Брак, который продлился сорок лет, был бездетным, но счастливым. Карл, который был моложе жены на пять лет, оказался хорошим мужем. Во время Трёхлетней войны, когда он выступил против Дании на стороне Шлезвиг-Гольштейна, Вильгельмина Мария приняла сторону мужа. После отставки Карла с военной службы в 1848 году, супруги переехали в Дрезден, где жили до 1858 года, когда им разрешили вернуться в Данию. По возвращении герцогская чета жила в Кильском замке и поместье Луизелунд в Шлезвиге. В последнем они остались и тогда, когда новым королём Дании стал деверь Вильгельмины Марии, и после того как в 1864 году её муж утратил статус владетельного герцога. Герцогиня тяжело переживала утрату мужем его владений.
В 1870 году супруги поселились в замке Глюксбург, который в то время уже входил в состав Королевства Пруссия. 28 октября 1878 года Вильгельмина Мария овдовела. В старости она, почти утратив слух, вела уединённый образ жизни. Вдовствующая герцогиня поддерживала тесные связи с датской королевской семьёй. Испытания сделали её религиозной; она не скупилась на помощь бедным людям, чем заслужила всеобщее уважение, особенно у жителей Глюксбурга. Вильгельмина Мария умерла в Глюксбургском замке 30 мая 1891 года. Её останки были погребены в герцогской усыпальнице на городском кладбище Глюксбурга.

## В культуре
Сохранились несколько прижизненных портретов Вильгельмины Марии в разном возрасте. На картине швейцарского живописца Иоганна Сенны 1813 года принцесса изображена в пятилетнем возрасте, прогуливающейся с родителями и старшей сестрой по саду при замке Фредериксборг; в настоящее время полотно хранится в собраниях королевского замка Розенборг. На парадном портрете королевской семьи датского живописца Критофера Эккерсберга 1821 года Вильгельмина Мария изображена в возрасте тринадцати лет; картина также находится в замке Розенборг. Там же хранится портрет принцессы 1831 года кисти Луи Омона. Мраморный бюст Вильгельмины Марии работы Бертеля Торвальдсена, выполненный в 1828 году, ныне хранится в собраниях Музея Торвальдсена в Копенгагене.